# Jacob Collins-Levy

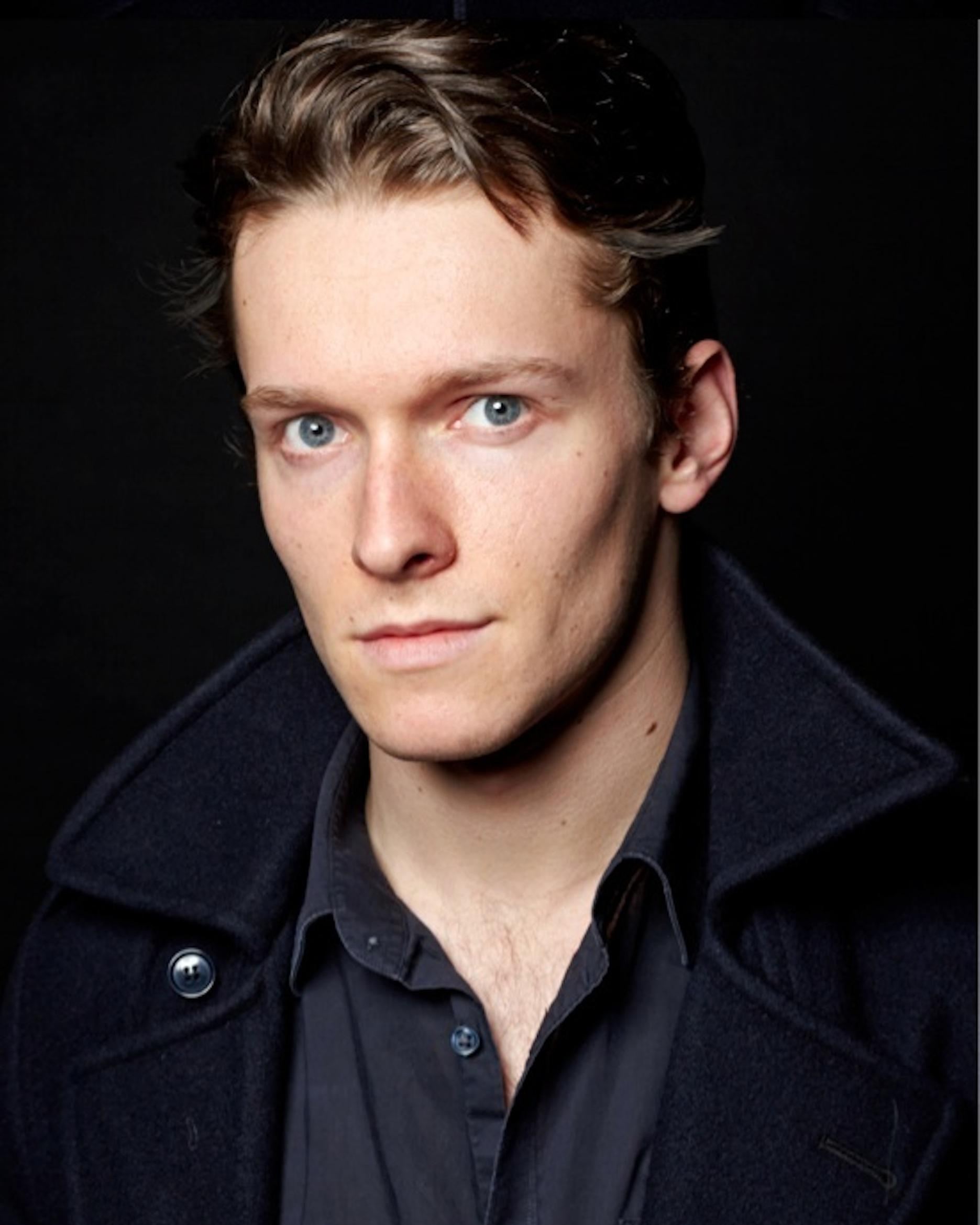
Jacob Collins-Levy

Jacob Collins-Levy (* 18. März 1992 in Melbourne) ist ein australischer Schauspieler.

## Leben
Der 1992 in Melbourne geborene Jacob Collins-Levy besuchte die dortige Schauspielschule am 16th Street Actors Studio in Melbourne. Er schloss das Programm 2013 ab und arbeitete bis 2015 an den lokalen Theatern. In seiner ersten Rolle im Fernsehen war er in der australischen Miniserie Gallipoli zu sehen. Ebenfalls 2015 hatte Collins-Levy einen Gastauftritt in der Serie Glitch.
Größere Bekanntheit erlangte Collins-Levy durch die Verkörperung von Henry VII., dem König von England, in der Miniserie The White Princess neben Jodie Comer als seine Frau Elizabeth of York. Es folgten Nebenrollen in der Fernsehserie Der junge Wallander  und im Film Outlaws – Die wahre Geschichte der Kelly Gang. In der Miniserie The Witcher: Blood Origin spielt er in sechs Folgen Eredin.

## Filmografie (Auswahl)
- 2015: Glitch (Fernsehserie, 3 Folgen)
- 2016: Joe Cinque's Consolation
- 2017: The White Princess (Fernsehserie, 8 Folgen)
- 2019: Outlaws – Die wahre Geschichte der Kelly Gang (True History of the Kelly Gang)
- 2020: Der junge Wallander (Young Wallander, Fernsehserie, 5 Folgen)
- 2020: Der Befreier (The Liberator, Miniserie, 2 Episoden)
- 2022: The Witcher: Blood Origin (Fernsehserie, 4 Folgen)